# British Independent Film Award al miglior film indipendente internazionale
Il British Independent Film Award al miglior film indipendente internazionale (British Independent Film Award for Best International Independent Film) è un premio cinematografico annuale assegnato dal 1998.
Fino al 2002 distinto in due categorie, miglior film straniero in lingua inglese (Best Foreign Independent Film - English Language) e miglior film straniero in lingua straniera (Best Foreign Independent Film - Foreign Language) poi miglior film straniero (Best Foreign Independent Film) fino al 2011.

## Vincitori e candidati

### Miglior film indipendente straniero in lingua inglese (1998-2002)
- 1998
  - Boogie Nights - L'altra Hollywood (Boogie Nights), regia di Paul Thomas Anderson
  - Broken Vessels, regia di Scott Ziehl
  - Casa dolce casa (The Castle), regia di Rob Sitch
  - In cerca di Amy (Chasing Amy), regia di Kevin Smith
  - Left Luggage, regia di Jeroen Krabbé
- 1999
  - Happiness - Felicità (Happiness), regia di Todd Solondz
  - Buffalo '66, regia di Vincent Gallo
  - Praise, regia di John Curran
  - Rushmore, regia di Wes Anderson
  - The Blair Witch Project - Il mistero della strega di Blair (The Blair Witch Project), regia di Daniel Myrick e Eduardo Sánchez
- 2000
  - Una storia vera (The Straight Story), regia di David Lynch
  - 1 km da Wall Street (Boiler Room), regia di Ben Younger
  - Betty Love (Nurse Betty), regia di Neil LaBute
  - Chuck & Buck, regia di Miguel Arteta
  - Jesus' Son, regia di Alison MacLean
- 2001
  - Memento, regia di Christopher Nolan
  - Chopper, regia di Andrew Dominik
  - Dark Days, regia di Marc Singer
  - Hedwig - La diva con qualcosa in più (Hedwig and the Angry Inch), regia di John Cameron Mitchell
- 2002
  - Lantana, regia di Ray Lawrence
  - Ghost World, regia di Terry Zwigoff
  - Ivans xtc, regia di Bernard Rose
  - Lost in La Mancha, regia di Terry Gilliam

### Miglior film indipendente straniero in lingua straniera (1998-2002)
- 1998
  - L'appartamento (L'appartement), regia di Gilles Mimouni
  - Airbag, regia di Juanma Bajo Ulloa
  - Angeli armati (Men with Guns), regia di John Sayles
  - Carne trémula, regia di Pedro Almodóvar
  - Marquise, regia di Véra Belmont
- 1999
  - Tutto su mia madre (Todo sobre mi madre), regia di Pedro Almodóvar
  - Festen - Festa in famiglia (Festen), regia di Thomas Vinterberg
  - Romance, regia di Catherine Breillat
  - La vita è bella, regia di Roberto Benigni
  - La vita sognata degli angeli (Vie rêvée des anges), regia di Érick Zonca
- 2000
  - Kadosh, regia di Amos Gitai
  - Beau Travail, regia di Claire Denis
  - Ceux qui m'aiment prendront le train, regia di Patrice Chéreau
  - L'imperatore e l'assassino (Jing ke ci qin wang), regia di Chen Kaige
  - Una relazione privata (Une liason pornographique), regia di Frédéric Fonteyne
- 2001
  - In the Mood for Love (Fa yeung nin wa), regia di Wong Kar-wai
  - Amores perros, regia di Alejandro González Iñárritu
  - Canzoni del secondo piano (Sånger från andra våningen), regia di Roy Andersson
  - Il gusto degli altri (Le goût des autres), regia di Agnès Jaoui
- 2002
  - Monsoon Wedding - Matrimonio indiano (Monsoon Wedding), regia di Mira Nair
  - Nove regine (Nueve reinas), regia di Fabián Bielinsky
  - Parla con lei (Hable con ella), regia di Pedro Almodóvar
  - Y tu mamá también - Anche tua madre (Y tu mamá también), regia di Alfonso Cuarón

### Miglior film indipendente straniero (2003-2011)

#### Anni 2000
- 2003
  - City of God (Cidade de Deus), regia di Fernando Meirelles
  - Appuntamento a Belleville (Les triplettes de Belleville), regia di Sylvain Chomet
  - La città incantata (Sen to Chihiro no kamikakushi), regia di Hayao Miyazaki
  - La ragazza delle balene (Whale Rider), regia di Niki Caro
  - Secretary, regia di Steven Shainberg
- 2004
  - Old Boy (Oldboy), regia di Park Chan-wook
  - I diari della motocicletta (Diarios de motocicleta), regia di Walter Salles
  - Fahrenheit 9/11, regia di Michael Moore
  - Hero (Yīngxióng), regia di Zhang Yimou
  - Schegge di April (Pieces of April), regia di Peter Hedges
- 2005
  - La caduta - Gli ultimi giorni di Hitler (Der Untergang), regia di Oliver Hirschbiegel
  - Broken Flowers, regia di Jim Jarmusch
  - Crash - Contatto fisico (Crash), regia di Paul Haggis
  - Secuestro express, regia di Jonathan Jakubowicz
  - The Woodsman - Il segreto (The Woodsman), regia di Nicole Kassel
- 2006
  - Niente da nascondere (Caché), regia di Michael Haneke
  - Brick - Dose mortale (Brick), regia di Rian Johnson
  - Hard Candy, regia di David Slade
  - Tutti i battiti del mio cuore (De battre mon coeur s'est arrêté), regia di Jacques Audiard
  - Volver, regia di Pedro Almodóvar
- 2007
  - Le vite degli altri (Das Leben der Anderen), regia di Florian Henckel von Donnersmarck
  - Black Book (Zwartboek), regia di Paul Verhoeven
  - La vie en rose (La Môme), regia di Olivier Dahan
  - Once (Una volta), regia di John Carney
  - Non dirlo a nessuno (Ne le dis à personne), regia di Guillaume Canet
- 2008
  - Valzer con Bashir (Waltz with Bashir), regia di Ari Folman
  - Gomorra, regia di Matteo Garrone
  - Ti amerò sempre (Il y a longtemps que je t'aime), regia di Philippe Claudel
  - Persepolis, regia di Vincent Paronnaud e Marjane Satrapi
  - Lo scafandro e la farfalla (Le scaphandre et le papillon), regia di Julian Schnabel
- 2009
  - Lasciami entrare (Låt den rätte komma in), regia di Tomas Alfredson
  - Il divo, regia di Paolo Sorrentino
  - The Hurt Locker, regia di Kathryn Bigelow
  - Sin nombre, regia di Cary Fukunaga
  - The Wrestler, regia di Darren Aronofsky

#### Anni 2010
- 2010
  - Il profeta (Un prophète), regia di Jacques Audiard
  - Dogtooth (Κυνόδοντας), regia di Giorgos Lanthimos
  - Il segreto dei suoi occhi (El secreto de sus ojos), regia di Juan José Campanella
  - Io sono l'amore, regia di Luca Guadagnino
  - Un gelido inverno (Winter's Bone), regia di Debra Granik
- 2011
  - Una separazione (Jodāyi-e Nāder az Simin), regia di Asghar Farhadi
  - Animal Kingdom, regia di David Michôd
  - Drive, regia di Nicolas Winding Refn
  - La pelle che abito (La piel que habito), regia di Pedro Almodóvar
  - Pina, regia di Wim Wenders

### Miglior film indipendente internazionale (2012-)

#### Anni 2010
- 2012
  - Il sospetto (Jagten), regia di Thomas Vinterberg
  - Amour, regia di Michael Haneke
  - Re della terra selvaggia (Beasts of the Southern Wild), regia di Benh Zeitlin
  - Un sapore di ruggine e ossa (De rouille et d'os), regia di Jacques Audiard
  - Searching for Sugar Man, regia di Malik Bendjelloul
- 2013
  - La vita di Adele (La Vie d'Adèle - Chapitres 1 & 2), regia di Abdellatif Kechiche
  - La grande bellezza, regia di Paolo Sorrentino
  - Frances Ha, regia di Noah Baumbach
  - Blue Jasmine, regia di Woody Allen
  - La bicicletta verde (Wadjda), regia di Haifaa Al-Mansour
- 2014
  - Boyhood, regia di Richard Linklater
  - Blue Ruin, regia di Jeremy Saulnier
  - Prossima fermata Fruitvale Station (Fruitvale Station), regia di Rian Coogler
  - Ida, regia di Paweł Pawlikowski
  - Babadook (The Babadook), regia di Jennifer Kent
- 2015
  - Room, regia di Lenny Abrahamson
  - Carol, regia di Todd Haynes
  - Forza maggiore (Force Majeure), regia di Ruben Östlund
  - Diamante nero (Bande de filles), regia di Céline Sciamma
  - Il figlio di Saul (Saul fia), regia di László Nemes
- 2016
  - Moonlight, regia di Barry Jenkins
  - Selvaggi in fuga (Hunt for the Wilderpeople), regia di Taika Waititi
  - Manchester by the Sea, regia di Kenneth Lonergan
  - Mustang, regia di Deniz Gamze Ergüven
  - Vi presento Toni Erdmann (Toni Erdmann), regia di Maren Ade
- 2017
  - Scappa - Get Out (Get Out), regia di Jordan Peele
  - Un sogno chiamato Florida (The Florida Project), regia di Sean Baker
  - I Am Not Your Negro, regia di Raoul Peck
  - Loveless (Nelyubov), regia di Andrej Petrovič Zvjagincev
  - The Square, regia di Ruben Östlund
- 2018
  - Roma, regia di Alfonso Cuarón
  - Cafarnao - Caos e miracoli (Capharnaüm), regia di Nadine Labaki
  - Cold War (Zimna wojna), regia di Paweł Pawlikowski
  - The Rider - Il sogno di un cowboy (The Rider), regia di Chloé Zhao
  - Un affare di famiglia (Manbiki kazoku), regia di Hirokazu Kore'eda
- 2019[1][2]
  - Parasite (Gisaengchung), regia di Bong Joon-ho
  - I figli del fiume giallo (Jiānghú érnǚ), regia di Jia Zhangke
  - Monos - Un gioco da ragazzi (Monos), regia di Alejandro Landes
  - Ritratto della giovane in fiamme (Portrait de la jeune fille en feu), regia di Céline Sciamma
  - Storia di un matrimonio (Marriage Story), regia di Noah Baumbach

#### Anni 2020
- 2020[3][4]
  - Nomadland, regia di Chloé Zhao
  - Babyteeth, regia di Shannon Murphy
  - Mai raramente a volte sempre (Never Rarely Sometimes Always), regia di Eliza Hittman
  - I miserabili (Les Misérables), regia di Ladj Ly
  - Notturno, regia di Gianfranco Rosi
- 2021
  - Flee (Flugt), regia di Jonas Poher Rasmussen
  - Scompartimento n. 6 - In viaggio con il destino (Hytti nro 6), regia di Juho Kuosmanen
  - First Cow, regia di Kelly Reichardt
  - Petite Maman, regia di Céline Sciamma
  - Pleasure, regia di Ninja Thyberg
- 2022
  - La persona peggiore del mondo (Verdens verste menneske), regia di Joachim Trier
  - Tutta la bellezza e il dolore - All the Beauty and the Bloodshed (All the Beauty and the Bloodshed), regia di Laura Poitras
  - Everything Everywhere All At Once, regia di Daniel Kwan e Daniel Scheinert
  - Close, regia di Lukas Dhont
  - Decision to Leave (헤어질 결심), regia di Park Chan-wook
- 2023[5][6]
  - Anatomia di una caduta (Anatomie d'une chute), regia di Justine Triet
  - Kuolleet lehdet, regia di Aki Kaurismäki
  - Fremont, regia di Babak Jalali
  - Kaibutsu, regia di Hirokazu Kore'eda
  - Past Lives, regia di Celine Song